# Ministerium für Kultur und Sport (Israel)
Das israelische Ministerium für Kultur und Sport (hebräisch משרד התרבות והספורט, Misrad HaTarbut VeHaSport) ist ein neues und relativ kleines Ministerium in Israel. Die Kultur- bzw. Sportpolitik waren in der Vergangenheit in anderer Ministerien angesiedelt. Von 1949 bis 1999 und von 2003 bis 2006 war die Kulturpolitik eine Aufgabe des Bildungsministeriums. Sportpolitik war von 1994 bis 1999 sowie von 2003 bis 2006 eine Aufgabe des Bildungsministerium. Von 2006 bis 2009 waren Kultur- und Sportpolitik im Ministerium für Wissenschaft und Technologie beheimatet, danach wurden sie im März 2009 durch die Regierung Netanyahu wieder in ein einzelnes Ministerium zusammengeführt.

## Minister
| # | Minister        | Partei            | Regierung | Amtsantritt       | Ende der Amtsdauer |
| - | --------------- | ----------------- | --------- | ----------------- | ------------------ |
| 1 | Matan Vilnai    | Awoda             | 28        | 5. August 1999    | 2. November 2002   |
| 2 | Ophir Pines-Paz | Awoda             | 31        | 4. Mai 2006       | 1. November 2006   |
| 3 | Raleb Majadele  | Awoda             | 31        | 29. Januar 2007   | 31. März 2009      |
| 4 | Limor Livnat    | Likud             | 32, 33    | 31. März 2009     | 14. Mai 2015       |
| 5 | Miri Regev      | Likud             | 34        | 14. Mai 2015      | 17. Mai 2020       |
| 6 | Hili Tropper    | Chosen LeJisra’el | 35, 36    | 17. Mai 2020      | 29. Dezember 2022  |
| 7 | Miki Zohar      | Likud             | 37.       | 29. Dezember 2022 | amtierend          |